# Перпл-Сейдж (Вайоминг)
Перпл-Сейдж (англ. Purple Sage) — статистически обособленная местность, расположенная в округе Суитуотер (штат Вайоминг, США) с населением в 413 человек по статистическим данным переписи 2000 года.

## География
По данным Бюро переписи населения США, статистически обособленная местность Перпл-Сейдж имеет общую площадь в 2,33 квадратных километров, водных ресурсов в черте населённого пункта не имеется.
Статистически обособленная местность Перпл-Сейдж расположена на высоте 1898 метров над уровнем моря.

## Демография
По данным переписи населения 2000 года, в Перпл-Сейдже проживало 413 человек, 99 семей, насчитывалось 131 домашнее хозяйство и 160 жилых домов. Средняя плотность населения составляла около 172 человек на один квадратный километр. Расовый состав Перпл-Сейджа по данным переписи распределился следующим образом: 70,22 % — белых, 3,15 % — чёрных или афроамериканцев, 0,73 % — коренных американцев, 0,24 % — азиатов, 14,53 % — представителей смешанных рас, 11,14 % — других народностей. Испаноговорящие составили 18,40 % от всех жителей статистически обособленной местности.
Из 131 домашнего хозяйства в 50,4 % — воспитывали детей в возрасте до 18 лет, 55,7 % представляли собой совместно проживающие супружеские пары, в 13,0 % семей женщины проживали без мужей, 23,7 % не имели семей. 14,5 % от общего числа семей на момент переписи жили самостоятельно, при этом 1,5 % составили одинокие пожилые люди в возрасте 65 лет и старше. Средний размер домашнего хозяйства составил 3,15 человек, а средний размер семьи — 3,56 человек.
Население статистически обособленной местности по возрастному диапазону по данным переписи 2000 года распределилось следующим образом: 36,3 % — жители младше 18 лет, 13,1 % — между 18 и 24 годами, 36,8 % — от 25 до 44 лет, 10,4 % — от 45 до 64 лет и 3,4 % — в возрасте 65 лет и старше. Средний возраст жителей составил 25 лет. На каждые 100 женщин в Перпл-Сейдже приходилось 123,2 мужчин, при этом на каждые сто женщин 18 лет и старше приходилось 108,7 мужчин также старше 18 лет.
Средний доход на одно домашнее хозяйство в статистически обособленной местности составил 32 303 доллара США, а средний доход на одну семью — 45 156 долларов. При этом мужчины имели средний доход в 27 014 долларов США в год против 20 357 долларов среднегодового дохода у женщин. Доход на душу населения в статистически обособленной местности составил 16 394 доллара в год. 6,1 % от всего числа семей в округе и 8,8 % от всей численности населения находилось на момент переписи населения за чертой бедности, при том все жители младше 18 и старше 65 лет имели совокупный доход, превышающий прожиточный минимум.